# Gerard Kuiper
Gerard Peter Kuiper, batizado como Gerrit Pieter Kuiper (Harenkarspel, 7 de dezembro de 1905 — Cidade do México, 23 de dezembro de 1973) foi um astrônomo holandês, autor e professor. Ele tem nome homônimo do cinturão de Kuiper. Kuiper é considerado o pai da ciência planetária moderna.
De 1947 a 1949, Kuiper atuou como diretor do Observatório McDonald no oeste do Texas. Em 1949, Kuiper iniciou a pesquisa de asteroides Yerkes-McDonald (1950–1952).
Como professor da Universidade de Chicago, foi orientador de dissertação de Carl Sagan. Em 1958, os dois trabalharam no projeto militar classificado A119, um plano secreto da Força Aérea para detonar uma ogiva nuclear na lua.

## Descobertas
Kuiper descobriu dois satélites naturais de planetas no Sistema Solar, a saber, o satélite Miranda de Urano e o satélite Nereida de Netuno. Além disso, ele descobriu dióxido de carbono na atmosfera de Marte e a existência de uma atmosfera com laços de metano acima do satélite de Saturno, Titã, em 1944. Kuiper também foi o pioneiro na observação infravermelha aerotransportada usando uma aeronave Convair 990 na década de 1960.
Kuiper passou a maior parte de sua carreira na Universidade de Chicago, mas mudou-se para Tucson, Arizona, em 1960, para fundar o Laboratório Lunar e Planetário na Universidade do Arizona. Kuiper serviu como diretor do laboratório pelo resto de sua vida. Um dos três prédios do Arizona que compõem a LPL foi batizado em sua homenagem.
Na década de 1950, a colaboração interdisciplinar de Kuiper com o geoquímico e ganhador do Prêmio Nobel Harold C. Urey para entender a evolução térmica da Lua tornou-se amarga, quando os dois se envolveram no que ficou conhecido como a polêmica “Lua Quente Lua Fria”. Seu desentendimento, em parte uma disputa científica, também refletiu o desafio de manter relacionamentos profissionais em disciplinas científicas sobrepostas, mas distintas.
Na década de 1960, Kuiper ajudou a identificar locais de pouso na Lua para o programa Apollo.  Seu trabalho anterior na Lua incluiu o Projeto A119, um plano secreto da Força Aérea para detonar uma ogiva nuclear na Lua. Outro cientista do grupo foi Carl Sagan.
Kuiper descobriu várias estrelas binárias que receberam "números de Kuiper" para identificá-las, como a KUI 79.

## Morte
Gerard Kuiper faleceu aos 68 anos, em 23 de dezembro de 1973, vítima de um enfarte agudo do miocárdio.